# Abdominea
Abdominea é um género botânico pertencente à família das orquídeas (Orchidaceae).

## Espécies
O gênero Abdominea possui 1 espécie reconhecida atualmente.
- Abdominea minimiflora (Hook.f.) J.J.Sm.